# Alexis Kalaeff
Alexis Kalaeff est un artiste peintre figuratif français d'origine russe né Алексей Калаев à Voronej le 16 mars 1902. Il vécut au 91, rue de Dunkerque dans le 9e arrondissement de Paris, où il s'est suicidé dans la nuit du 8 au 9 février 1981.

## Biographie

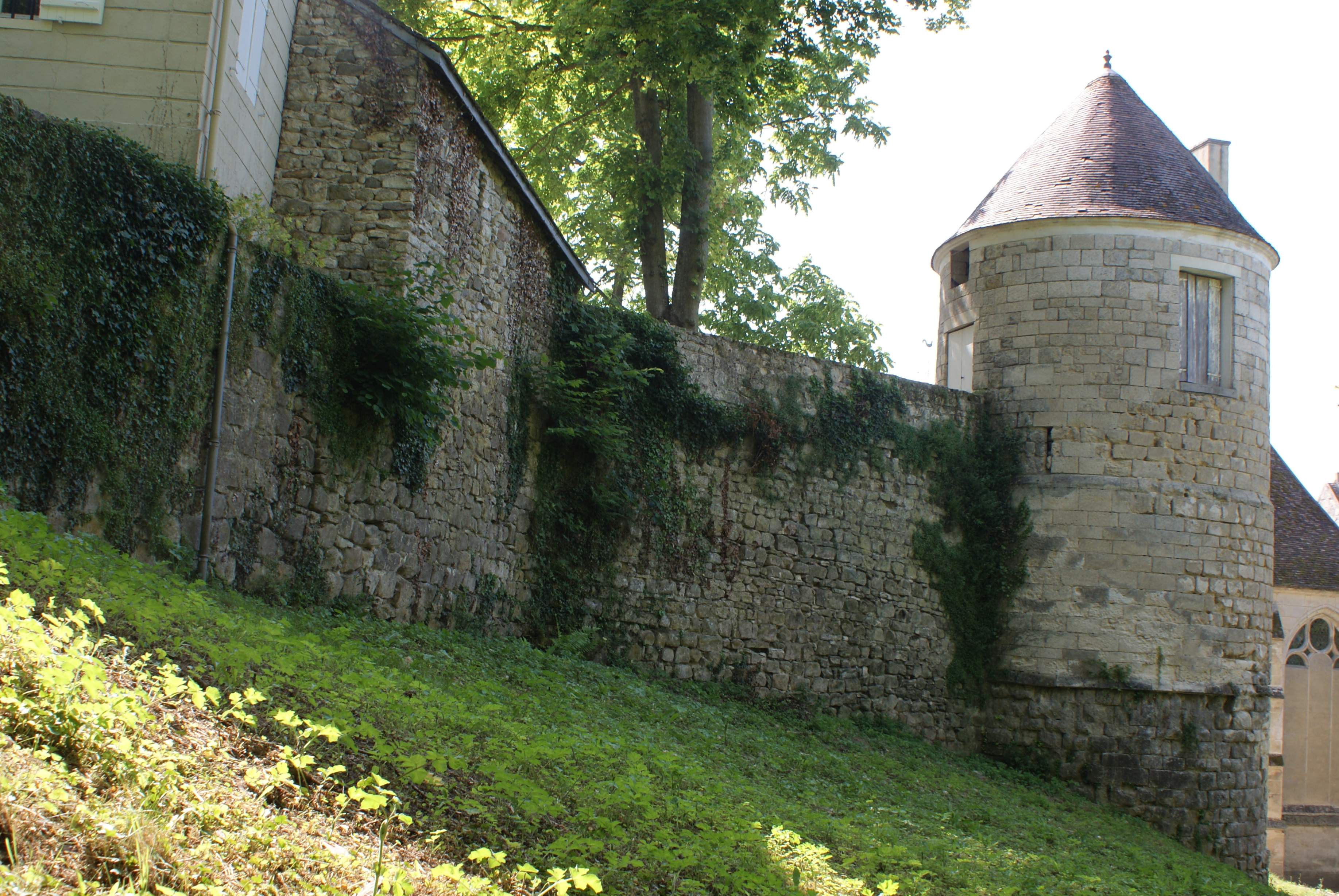
Les remparts du château de Gandelu, du haut desquels Alexis Kalaeff a peint le village.

Alexis Kalaeff est élève de l'école des beaux-arts d'Odessa en 1918-1919. Il parvient à quitter l'U.R.S.S. pour arriver à Paris en 1926 où il suit les cours d'Othon Friesz à l'Académie de la Grande Chaumière.
Rattaché à l'École de Paris à partir des années 1930, il va devenir un exposant régulier du Salon des Tuileries, du Salon des indépendants et du Salon des artistes français.
Toutes les toiles d'Alexis Kalaeff sont minutieusement répertoriées au dos avec sa contresignature, son monogramme et son adresse, titre de l'œuvre, numéro de catalogue, date de réalisation et même date du vernis de finition. Outre des natures mortes, son œuvre se constitue de portraits (notamment ceux de son épouse, née Claudine Bernillon), de paysages qui énoncent des séjours estivaux en Normandie (Trouville, Le Mont-Saint-Michel), en Bretagne (Saint-Servan) ou dans le village de Gandelu dans l'Aisne où les remparts du château lui offrent des perspectives sur le village (En été, août 1953), des scènes du monde des saltimbanques et du cirque, des sujets religieux généralement attachés à la vie de Jésus (Jésus et le possédé, avril 1955 ; Jésus et la femme de la Samarie, mai 1959 ; importante suite sur le thème de La Passion du Christ).
Une part souffrante de l'œuvre, qui éclaire le choix régulier des catalogues du Salon des indépendants de classer Alexis Kalaeff parmi les artistes expressionnistes, va des toiles de 1952 dénonçant les camps de concentration et les génocides jusqu'à celles qui, à partir de 1974 et de façon allégorique, visionnaire, voire fantastique et cauchemardesque,  associent l'automobile à l'idée de mort (L'an 2100, juin 1974).
Les dernières œuvres d'Alexis Kalaeff insinuant un mal-être profond doublement lié à la disparition de son épouse Claudine et à sa phobie obsessionnelle de l'automobile, l'artiste se suicide en 1981.

## Expositions

### Expositions particulières
- Jean Hoebanx, commissaire-priseur, vente de l'atelier Alexis Kalaeff, Hôtel Drouot, Paris, 6 novembre 1984[6].

### Expositions collectives
- Salon des indépendants, Paris, 1979.